# Mortagne-du-Nord
Mortagne-du-Nord é uma comuna francesa na região administrativa de Altos da França, no departamento de Nord. Estende-se por uma área de 2,18 km². Em 2010 a comuna tinha 1 616 habitantes (densidade: 741,3 hab./km²).